# جزيرة سنوبي

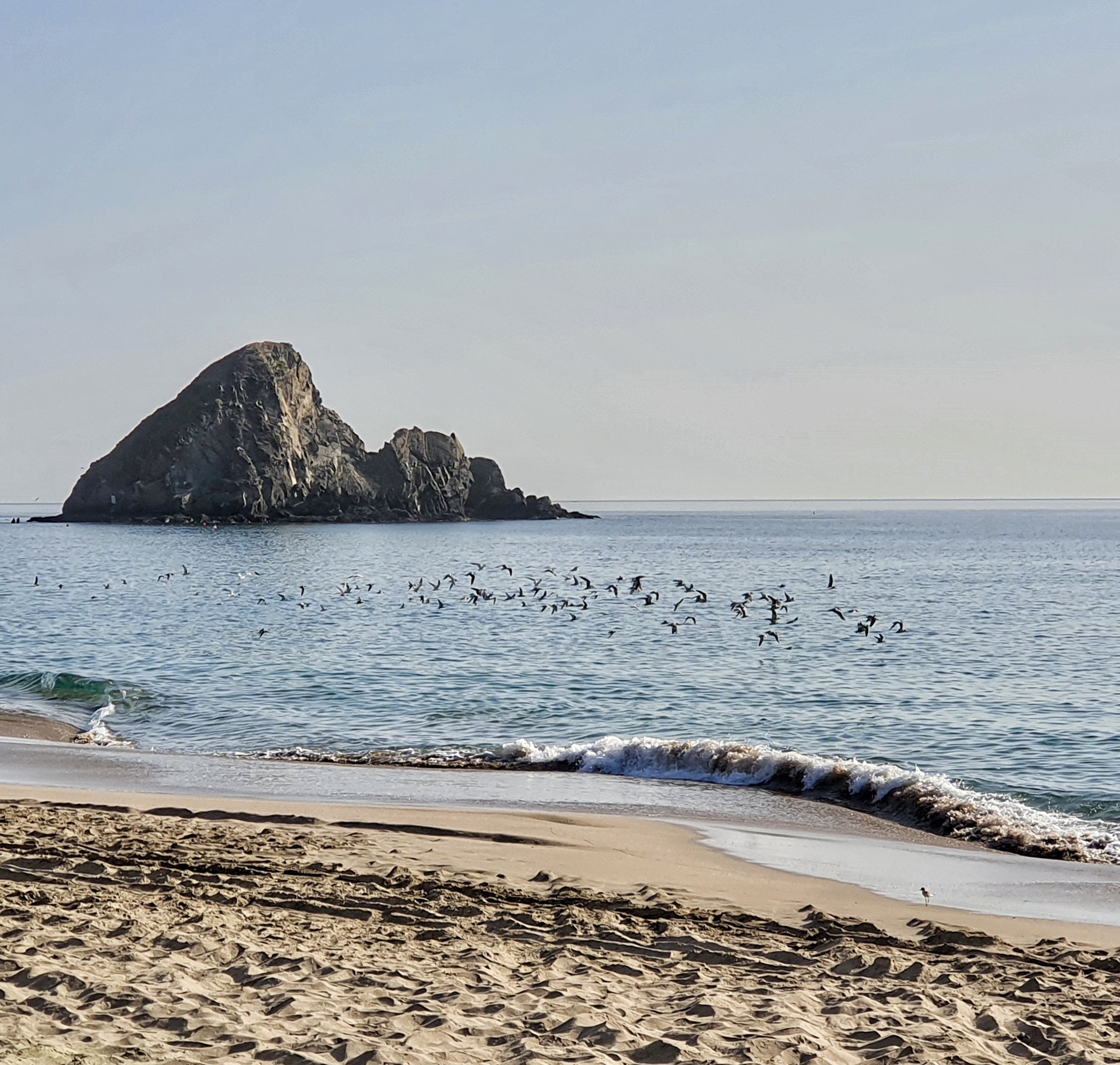

تقع جزيرة سنوبي في إمارة الفجيرة- الإمارات العربية المتحدة، وتحديدًا على النطاق الساحلي بالجهة المقابلة لشاطئ العقة وفندق ساندي بيتش، يسهل الوصول إليها من إمارة دبي في غضون ساعتين حال ركوب السيارة.

## سبب التسمية
جزيرة سنوبي الفجيرة، وهو الاسم المتعارف عليه والمتداول بين سكان المدينة كما يطلق عليها البعض اسم  جزيرة العقة
أطلق عليها اسم سنوبي لمحاكاتها شخصية الكرتون المسماة بـ “سنوبي”، وتلك الهيئة أخذتها الثلاثة صخور المتواجدة بها.

## سياحة
تعتبر الجزيرة مقصد لعشاق الرياضات البحرية، ومحبي الحياة الطبيعية لما تضمّه من مناظر طبيعية ساحرة، ولما توفره من رياضات مائية متنوعة لهم.
توفر لمرتاديها فرصة ممارسة مختلف الرياضات، مثل: الغطس، الغوص، رياضة السنوركل، التزلج على الأمواج، والتجديف بالقوارب، ما جعلها الوجهة الأمثل وأفضل الجزر لممارسة هذه الرياضات في الساحل الشرقي.
تتميز مياه البحر فيها بأنها صافية ونقية، ممّا يتيح للغواصين فرصة الاطلاع على أسرار الحياة البحرية بوضوح.
إضافة إلى توافر المنشآت الفندقية المؤهلة والخدمات الضرورية التي يحتاجها الزائر.